# Kemano
Kemano ou Kémano est un village canadien de Colombie-Britannique dans le district régional de Kitimat-Stikine. Il est le siège d'une importante centrale hydroélectrique souterraine qui alimente l'aluminerie de Kitimat par l'intermédiaire d'une ligne électrique à haute tension de 80 km de long. Fondé en 1951, par la société Alcan, le village perd sa population permanente en 2000 pour devenir un simple camp de travail. Il se situe sur la rivière Kemano à 16 km en amont de son port : Kemano Beach sur l'embouchure en baie de Kemano sur le chenal Gardner. Le village n'est accessible que par la route qui le relie à son port et par hélicoptère.

## Géographie

### Situation
Kémano se situe à proximité de la côte Pacifique de la Colombie-Britannique sur le fiord Gardner. Ce chenal, parallèle à la côte principale, se connecte à l'océan par l'intermédiaire du fiord Douglas. Le village dépend du district régional de Kitimat-Stikine. Il est logé dans une vallée encaissée et étroite, 1 km de largeur, à 60 m d'altitude, à la confluence du fleuve côtier Kemano et du torrent Horetzky à 16 km par la route de l'embouchure du fleuve. Les montagnes environnantes appartiennent au chainons Kitimat de la Chaîne Cotière. Elles atteignent 2144 m au Mont Dubose qui surplombe le village,.
Kémano n'est pas relié au réseau routier provincial. La principale route relie le village au port en Baie de Kémano sur le chenal Gardner. Elle suit la rive gauche du fleuve Kémano sur 16 km. D'une part, elle se poursuit sur 17 km en amont du fleuve sur sa rive gauche en direction du col de Kildala par une route parallèle à la ligne électrique à haute tension. D'autre part elle se poursuit sur 10 km par une autre route parallèle à l'aqueduc souterrain, celle-ci suit le vallon Horetzky en direction du camp homonyme et avec une bifurcation en lacets vers les camps du mont Dubose. La bifurcation du mont Dubose remplace le téléphérique historique aujourd'hui démantelé. Outre l'accès portuaire, le village dispose d'un héliport.

### Climat
Kémano connaît un climat frais : classé comme climat tempéré, humide à été tempéré, noté Cfb, dans la classification de Köppen. Les hivers sont marqués par des températures moyennes comprises entre -2°C et +2°C entre novembre et février. Les moyennes estivales ne dépassent 15°C qu' en juillet et août. Des épisodes de grands froids peuvent survenir d'octobre à mars avec des températures allant de -15°C à -25°C. À l'inverse, des canicules, avec des températures supérieures à 33°C peuvent survenir de mai à septembre. Les précipitations sont abondantes avec un cumul annuel avoisinant les 1800 mm avec des épisodes neigeux de novembre à mars. D'avril à août, les précipitations sont inférieurs à 100 mm, avec des minimums proches de 60 mm en juin et juillet. Le pic de précipitation est atteint dès octobre, à plus de 300 mm, les moyennes mensuelles ne repassant sous les 200 mm qu'en janvier. L'amplitude thermique moyenne avoisine ou dépasse 10° C d'avril à septembre alors que de novembre à février elle est réduite aux alentours de 5 °C.
| Mois                                  | jan.       | fév.      | mars       | avril     | mai       | juin      | jui.      | août      | sep.      | oct.       | nov.     | déc.       | année          |
| ------------------------------------- | ---------- | --------- | ---------- | --------- | --------- | --------- | --------- | --------- | --------- | ---------- | -------- | ---------- | -------------- |
| Température minimale moyenne (°C)     | −4         | −3        | −1,1       | 1,8       | 5,2       | 8,5       | 10,5      | 10,6      | 7,9       | 4          | −0,4     | −3         | 3,1            |
| Température moyenne (°C)              | −1,5       | 0,4       | 3,3        | 7,2       | 11,1      | 14,4      | 16,5      | 16,4      | 12,7      | 7,2        | 1,9      | −0,8       | 7,4            |
| Température maximale moyenne (°C)     | 1,1        | 3,6       | 7,6        | 12,6      | 17        | 20,2      | 22,3      | 22,1      | 17,4      | 10,4       | 4,1      | 1,3        | 11,6           |
| Record de froid (°C) date du record   | −24,4 1974 | −24 1986  | −18,9 1955 | −7,8 1955 | −3,3 1956 | −0,6 1958 | 2,2 1974  | −0,6 1973 | −1,1 1972 | −14,5 1984 | −25 1985 | −21,5 1984 | −25 26/11/1990 |
| Record de chaleur (°C) date du record | 12,2 1960  | 13,5 2005 | 18,3 1965  | 28 2005   | 33,3 1958 | 36 2004   | 37,8 1958 | 35 1981   | 33,9 1974 | 23 2003    | 15 1970  | 11,5 1980  | 37,8 4/7/1958  |
| Précipitations (mm)                   | 190,2      | 136,3     | 122,2      | 98,1      | 68,7      | 62,5      | 61,9      | 76,9      | 162,5     | 315,2      | 257,6    | 219,6      | 1 771,6        |
| dont neige (cm)                       | 59,7       | 34,3      | 15,3       | 2,2       | 0         | 0         | 0         | 0         | 0         | 2,5        | 35,5     | 65,8       | 215,3          |
| Nombre de jours avec précipitations   | 15,3       | 12,6      | 16,9       | 16,8      | 15,9      | 16        | 14,1      | 15,2      | 18,2      | 23,4       | 20       | 15,4       | 199,8          |
| Nombre de jours avec neige            | 10,5       | 5,6       | 3,7        | 0,7       | 0         | 0         | 0         | 0         | 0         | 1          | 6,8      | 10,8       | 39,2           |

## Démographie
En 2000, avec l'automatisation de la centrale le village perd sa population permanente.
| 1971 | 1976 | 2006 | 2011 | 2016 | 2021 |
| ---- | ---- | ---- | ---- | ---- | ---- |
| 263  | 346  | 5    | 5    | 5    | 0    |

## Histoire

### Le village de pêcheurs Henaaksialas
Kemano est d'abord un village d'hiver des autochtones Henaaksialas, un peuple de langue wakashane proche des Haislas, situé sur une petite presqu'île à l'entrée de la baie. Il correspond à la réserve Kemano n°17. Le lieu est aussi un important site de pêche à l'eulakane, un petit poisson migrateur anadrome riche en graisse utilisée comme nourriture ou pour l'éclairage. Après la première guerre mondiale, la population est décimée par la grippe espagnole. Les derniers habitants migrent vers Kitimaat entre 1948 et 1952. Le terme Kemano provient de la langue locale où il a d'abord désigné un mollusque bivalve (Macoma nasuta).

### La construction de la centrale électrique
Dans le cadre de la création par l'Alcan de la centrale hydroélectrique destinée à alimenter sa fonderie d'aluminium de Kitimat, le nouveau village de Kemano est fondé, en 1951, par la société Morrison Knudsen, responsable de la construction de la centrale et de la ligne haute tension. Le village, d'abord identifié comme le camp de travail n°5, se situe au pied du mont Dubose, à proximité immédiate de la future centrale hydroélectrique et au débouché de son futur tunnel d'alimentation en eau depuis le réservoir artificiel de Néchako. Les camps de travail sont bâtis au fur et à mesure de la construction la route qui mène du port de la baie de Kemano, au site de la centrale, le camp n°1 étant celui du port, celui de Washwas servant à héberger les familles et l'encadrement. Deux camps sont établis sur les flancs du mont Dubose à 490 m et 790 m d'altitude. Ils sont reliés au camp 5 par un téléphérique destiné au transport des hommes et du matériel,,,.
Le tunnel d'amenée d'eau de 16 km de long et 7,6 m de large est achevé en décembre 1953 après 20 mois de travail. Il relie le lac Tahtsa, devenu un simple bras du nord-ouest du réservoir Néchako, à la centrale de Kemano. Il permet des débits ordinaires de 100 m3/s et jusqu'à 127. Un second tunnel est envisagé dès cette époque. Une cavité de 25 m de large, 41 de haut et 213 de long est creusée à l'explosif pour accueillir la centrale hydroélectrique. Le creusement, commencé en septembre 1951, s'achève en juillet 1953. L'équipement de la centrale entre en fonction à partir de juillet 1954, avec une première turbine d'une puissance de 112 MW suivie rapidement de deux autres. En 1956, la capacité totale de la centrale atteint 1750 MW. Le fonctionnement se fait sous une chute de 1023 m,,.
Une ligne à haute tension est construite en direction du col de Kildala le long du fleuve à partir d'accès routiers et par héliportage. Sur le versant opposé du col, la construction de la ligne se fait à partir du port de MK bay à Kitamaat Village en grande partie le long du fleuve côtier Kildala,,.

### Les débuts du nouveau village et de la centrale
En 1957, débute la construction du village permanent de Kemano remplaçant les camps de travail qui sont démantelés. Il est destiné au salariés d'Alcan travaillant à la centrale. En 1960 à lieu la construction de la nouvelle l'école. La population atteint 400 habitants en 1964 dont 140 employés d'Alcan.
L'aqueduc souterrain d'amenée d'eau à la centrale connait deux effondrements importants. Le premier en 1958 entraine une coupure partielle de l'approvisionnement en eau de la centrale tandis que le deuxième en 1961 provoque l'arrêt de la fonderie à Kitimat par rupture de l'approvisionnement électrique. À la fin des années 1970, le projet d'un second tunnel d'alimentation de la centrale est repris. Il doit être associé à une troisième conduite forcée et à quatre nouvelles turbines. Ce nouveau tunnel doit en outre faciliter les travaux de maintenance sur l'ancien tunnel sans compromettre l'alimentation de la centrale et de l'usine de Kitimat. En 1988, la construction du nouveau tunnel débute sur un tracé parallèle au premier grâce à un tunnelier de 5,73 m de diamètre. En 1991 toutefois les travaux sont arrêtés à la suite d'un jugement de la court fédérale demandant une étude d'impact environnementale. Ce projet contribuerait en effet à diminuer le débit résiduel du réservoir déversé dans le bassin de la Néchako affectant les populations de poissons. 

## Économie
En 2013, les travaux sur le second tunnel reprennent le reliant aux conduites forcée existante. En 2018 débute le forage de la moitié amont du tunnel en direction du lac Tahtsa,.